# Deflorita integra
Deflorita integra är en insektsart som beskrevs av Sigfrid Ingrisch 1998. Deflorita integra ingår i släktet Deflorita och familjen vårtbitare. Inga underarter finns listade i Catalogue of Life.